# Idosa
La idosa és una hexosa, un monosacàrid de sis carbonis. Té un grup aldehid i és una aldosa. No es troba en la natura, però és un àcid urònic, àcid idurònic important. És un component del sulfat dermatan i sulfat heparan que són glicosaminoglicans. Es fabrica per condensació aldol de la forma D- i -L gliceraldehid. La L-Idosa és un epímer C-5 de la D-glucosa.